# Carla Daalderop-Bruggeman

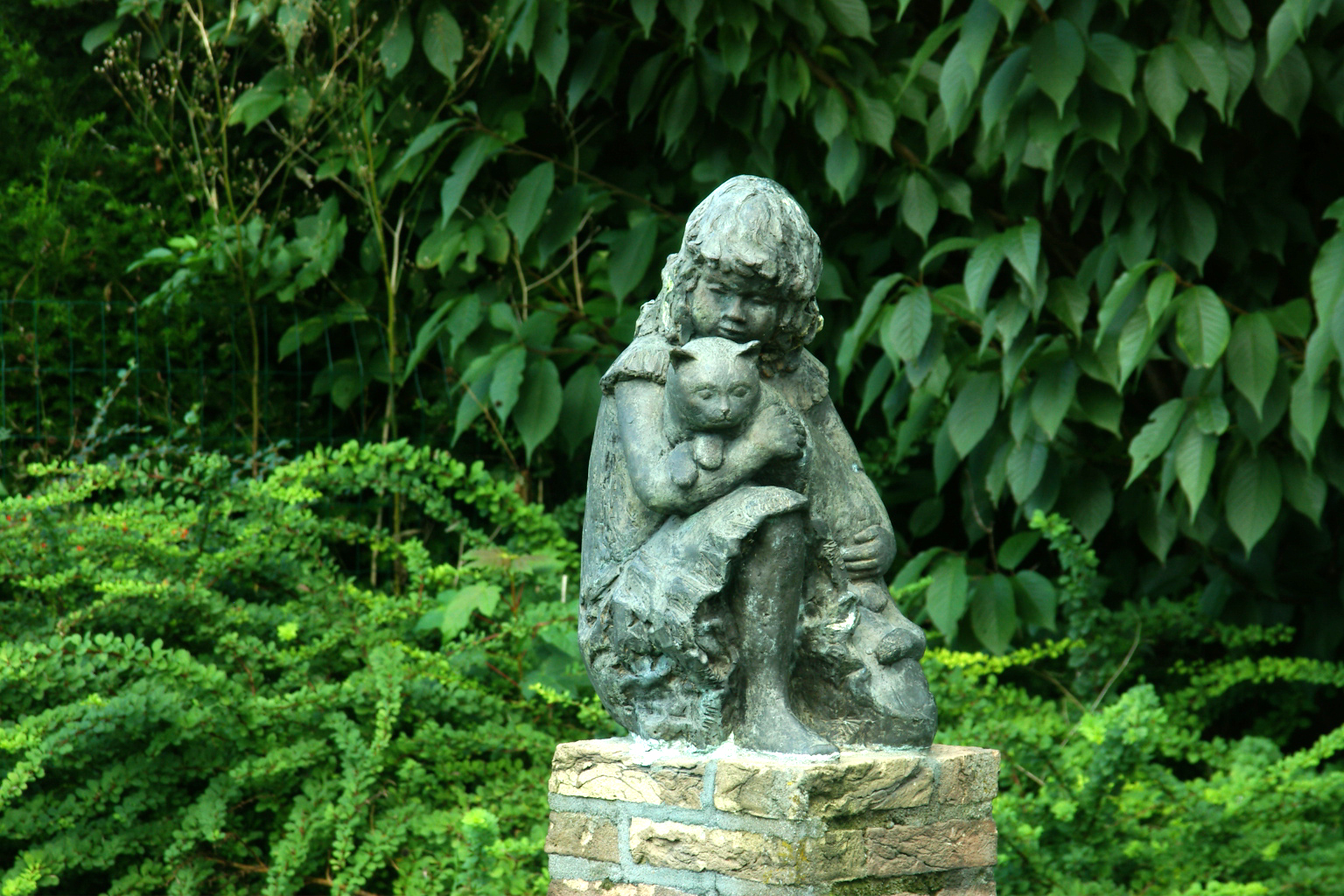
Meisje met Poes, 1981

Carla Maria Daalderop-Bruggeman (* 4. Mai 1928 in Tiel; † 1. September 2015 ebenda) war eine niederländische Bildhauerin, Keramikerin, Malerin und Zeichnerin.

## Leben
Carla Daalderop-Bruggeman war eine Tochter von Bernardus Plechelmus Franciscus Bruggeman (1896–1978) und Hendrika Jacoba Geertruida van der Meulen (1901–1980). Ihr Vater war Direktor der Druckerei Sint-Maarten in der Damstraat in Tiel. Sie absolvierte ihre Ausbildung an der Gerrit Rietveld Academie in Amsterdam und der Academie Kunstoefening, eine Zeichen- und Konstruktionsschule in Arnhem und Vorläufer der ArtEZ Academie voor beeldende kunsten Arnhem. Sie lebte und arbeitete in Tiel, Arnhem, Freiburg im Üechtland, Amsterdam, Paris und Tegelen. Am 9. September 1957 heiratete sie in Tiel Hendrikus „Hein“ Wilhelmus Marie Daalderop (1917–1993), bis 1970 der letzte Direktor des Familienunternehmens N.V. Koninklijke Daalderop metaalwarenfabriek. Das Paar hatte sechs Kinder. Sie unterrichtete mehrere Jahre Zeichnen an einer römisch-katholischen Schule für Wirtschafts- und Verwaltungsausbildung (LEAO :Lager economisch en administratief onderwijs) in Tiel.
Carla Daalderop-Bruggeman engagierte sich vielfältig im kulturellen und sozialen Leben der Stadt Tiel. Sie war Mitglied im städtischen Denkmalausschuss, Mitbegründerin der Stichting tot Instandhouding van Historische Begraafplaatsen in Tiel en Omstreken (Stiftung zur Erhaltung historischer Friedhöfe in Tiel und Umgebung), war Vorstandsmitglied der Stiftung und nach ihrem Ausscheiden Ehrenmitglied. Als Mitglied im Verein Waardevol Tiel setzte sie sich unter anderem für den Erhalt des Elzenpasch-Anwesens und des Geländes, heute ein Park in Drumpt, ein und sorgte dafür, dass der Garten des Ambtmanshuis zum Rijksmonument erklärt wurde. Basierend auf ihren Erfahrungen bei der Pflege des Naturschutzgebiets De Elzenpas in Tiel schrieb sie 1990 ein Buch über das gleichnamige Haus und Anwesen, das sie im Selbstverlag veröffentlichte. Zudem war sie Mitglied der Stichting Vrienden van het Stadsarchief Tiel.
2006 wurde Carla Daalderop-Bruggeman mit der Ehrenmedaille der Vereniging Oudheidkamer voor Tiel en Omstreken ausgezeichnet, die an Personen verliehen wird, die „in den Bereichen Kultur, Geschichte, Denkmalpflege, Archäologie und verwandten Aspekten einen besonderen Beitrag für die Stadt Tiel und ihre Umgebung geleistet haben“. Daneben wurde sie mit der Ehrenbürgerschaft der Stadt Tiel geehrt. In ihren letzten Lebensjahren war Carla Daalderop-Bruggeman durch eine Rheuma-Erkrankung körperlich eingeschränkt. Sie starb 2015 in Tiel und wurde am 7. September im Familiengrab auf dem römisch-katholischen Friedhof an der J.D. van Leeuwenstraat beigesetzt. Ihrer und der Nachlass ihres Mannes befindet sich im Regionaal Archief Rivierenland.

## Werk

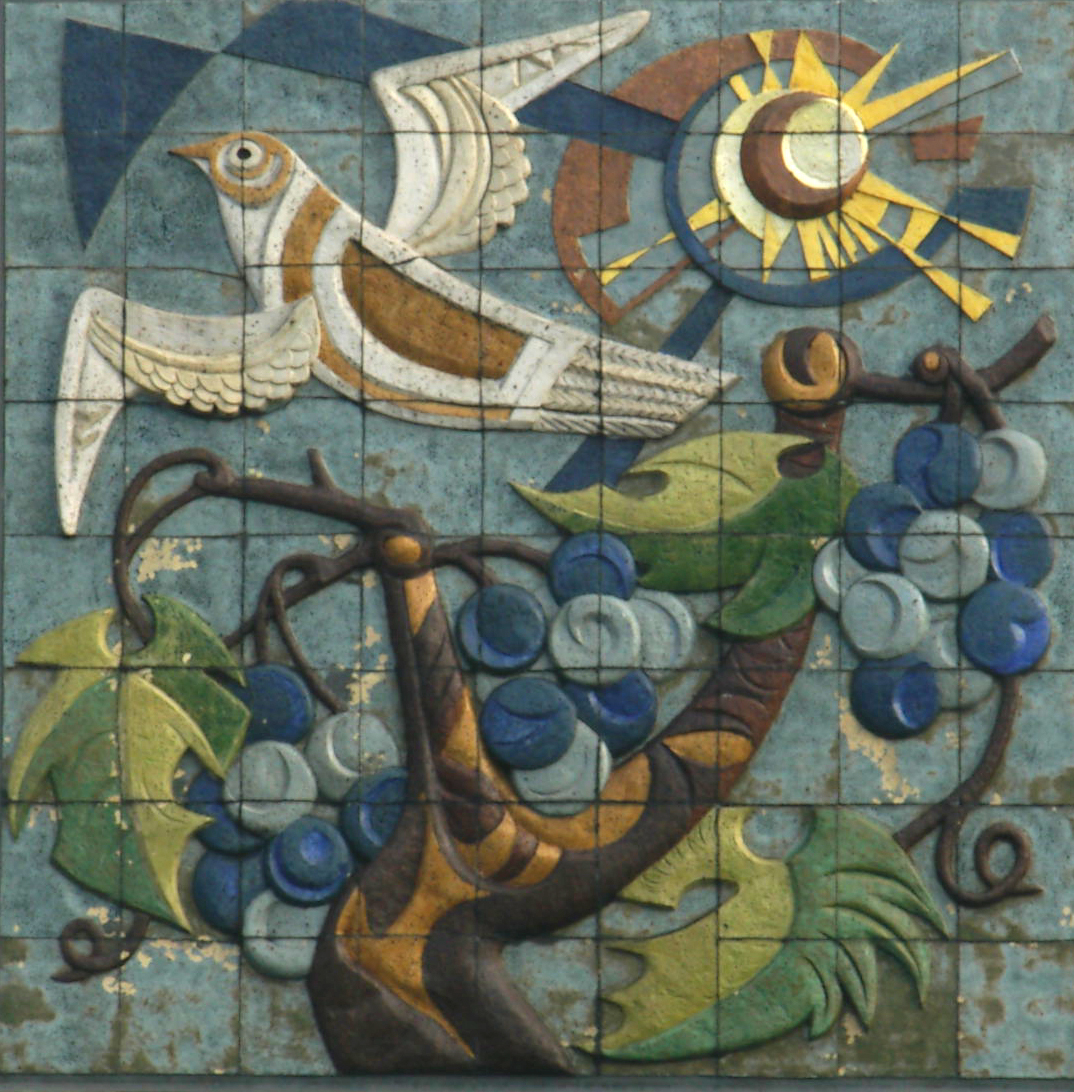
Ik ben de ware wijnstok, 1959

Carla Daalderop-Bruggeman schuf figurative Kunst, zunächst mit den Werkstoffen Ton, Holz und in Keramik, später jedoch hauptsächlich in Bronze. Außerdem malte und zeichnete sie im figurativen Stil. Sie war Mitglied der Kunstenaarsvereniging Sint Lucas in Amsterdam.
Carla Daalderop-Bruggeman schuf Werke im öffentlichen Auftrag und freie Arbeiten. Neben Kachelwandbildern fertigte sie Illustrationen, Porträts, aber auch Schalen und Gefäße sowie Skulpturen. 1959 erhielt sie den Auftrag zur Fassadengestaltung der Prins Willem-Alexanderschool. Sie entwarf den Inktspot-Preis, die Bronzeskulptur eines Satyrs auf einem Tintenfass, eine Auszeichnung für die beste politische Zeichnung des Jahres, die von der Stiftung Pers & Prent organisiert wird.
Werke im öffentlichen Raum (Auswahl):
- Ik ben de ware wijnstok (1959), Cambier van Nootenlaan, Prins Willem-Alexanderschool, Tiel
- Meisje met Poes (1981), De Hennepe, Tiel
- Motiv Entwicklung der Schreib- und Drucktechnik im Laufe der Jahrhunderte, Fassadenbild aus gebrannten Kacheln, Druckerei Sint-Maarten, Damstraat, Tiel[1]
- Keramische Kacheln mit Ornamenten an der Fassade ihres Wohnhauses, Julianalaan 7, Tiel[12]